# Cantor Fitzgerald
Cantor Fitzgerald, LP è una società di servizi finanziari statunitense fondata nel 1945.
Cantor Fitzgerald è uno dei 24 operatori primari autorizzati a negoziare titoli di Stato statunitensi con la Federal Reserve Bank di New York. Insieme alle sue affiliate, la società opera in 20 Paesi e ha circa 12.000 dipendenti.
È specializzata in azioni istituzionali, vendite e trading a reddito fisso e serve il mercato medio con servizi di investment banking, prime brokerage e finanziamento di immobili commerciali. È inoltre attiva anche in altre attività, tra cui consulenza e servizi di gestione patrimoniale, tecnologia di gioco ed e-commerce.

## Storia
Cantor Fitzgerald è stata costituita nel 1945 da Bernard Gerald Cantor e John Fitzgerald come banca d'investimenti e attività di intermediazione. In seguito divenne nota per la sua intermediazione obbligazionaria basata su computer, per la qualità del suo modello di business di distribuzione istituzionale e per essere il principale commerciante di titoli di stato del mercato.
Nel 1965 Cantor Fitzgerald iniziò la vendita/negoziazione di titoli azionari in "grandi blocchi" per clienti istituzionali. È diventata il primo mercato elettronico al mondo per i titoli di Stato statunitensi nel 1972 e nel 1983 è stata la prima a offrire servizi di intermediazione di schermate mondiali in titoli di Stato statunitensi.
Nel 1991 Howard Lutnick è stato nominato presidente e CEO di Cantor Fitzgerald, mentre nel 1996 è diventato presidente del consiglio di amministrazione.
Nel 2001, la sede dell'azienda, situata tra i piani 101 e 105 della Torre nord del World Trade Center di New York, è stata distrutta negli attentati dell'11 settembre, uccidendo tutti i 658 dipendenti che quel giorno erano al lavoro, il maggior numero di vittime registrato tra tutte le compagnie del complesso.